# Andrena integra
Andrena integra är en biart som beskrevs av Smith 1853. Andrena integra ingår i släktet sandbin, och familjen grävbin. Inga underarter finns listade i Catalogue of Life.